# Billy Paul
Billy Paul, nacido como Paul Williams (Filadelfia, Pensilvania, 1 de diciembre de 1934-Blackwood, Nueva Jersey, 24 de abril de 2016) fue un músico y cantante de música soul.

## Biografía
Billy Paul comenzó su carrera musical a los doce años apareciendo en emisoras de radio locales de Filadelfia. Escuchando discos que su madre compraba desarrolló un estilo vocal con raíces en el jazz, el R&B y el pop.
Paul asistió a la escuela de música de West Filadelfia para completar su formación en técnica vocal. Por esa época empezó a ser conocido en el circuito musical de su ciudad, apareciendo posteriormente en clubs y campus universitarios a nivel nacional. Esto le permitió estar en concierto con figuras como Charlie Parker, Dinah Washington, Nina Simone, Miles Davis, The Impressions, Sammy Davis, Jr. y Roberta Flack.
Paul formó un trío y grabó su primer disco, Why Am I, antes de ser llamado a filas. A su regreso se unió al sello New Dawn, quienes le pusieron en el grupo de Harold Melvin. Posteriormente grabó los álbumes Feeling Good at the Cadillac Club y Ebony Woman. 
Luego vendría Going East, con el sello Philadelphia International Records, el cual le trajo más reconocimiento del público, pero no sería hasta 360 Degrees Of Billy Paul con el que lograría el éxito comercial y de crítica principalmente gracias a la canción «Me and Mrs. Jones».
«Me and Mrs. Jones» fue número uno del Hot 100 por tres semanas en 1972. Vendió dos millones de copias y le permitió a Paul ganar un premio Grammy en la categoría de intérprete masculino de R&B.
Billy Paul ganó premios Ebby en múltiples ocasiones, así como American Music Awards, y premios de la NAACP.

## Muerte
Murió el 24 de abril de 2016, a los 81 años de edad, debido a un cáncer de páncreas.

## Discografía

### Álbumes
- 1968 Feelin' Good at the Cadillac Club (Gamble Records SG 5002)
- 1970 Ebony Woman (Neptune NLPS 201)
- 1971 Going East (Philadelphia International KZ 30580)
- 1972 360 Degrees of Billy Paul (Philadelphia International KZ 31793)
- 1973 Ebony Woman (Philadelphia International KZ 32118 - reissue of Neptune NLPS 201 )
- 1973 Feelin' Good at the Cadillac Club (Philadelphia International KZ 32119 - reissue of Gamble SG 5002)
- 1973 War of the Gods (Philadelphia International KZ 32409)
- 1974 Live in Europe (Philadelphia International KZ 32952)
- 1975 Got My Head on Straight (Philadelphia International KZ 33157)
- 1975 When Love Is New] (Philadelphia International KZ 33843)
- 1976 Let 'Em In (Philadelphia International KZ 34389)
- 1977 Only the Strong Survive (Philadelphia International KZ 34923)
- 1979 First Class (Philadelphia International KZ 35756)
- 1980 Best of Billy Paul (Philadelphia International Z 2-36314)
- 1985 Lately (Total Experience TEL8-5711)[3]
- 1988 Wide Open (Ichiban ICH 1025)[4]

### Sencillos
| 1969                                              | "Bluesette"                 | —  | —  | —  |
| 1970                                              | "Mrs. Robinson"             | —  | —  | —  |
| 1971                                              | "Love Buddies"              | —  | —  | —  |
| 1972                                              | "Brown Baby"                | —  | —  | —  |
| 1972                                              | "This Is Your Life"         | —  | —  | —  |
| 1972                                              | "Me and Mrs. Jones"         | 1  | 1  | —  |
| 1973                                              | "Am I Black Enough For You" | 79 | 29 | —  |
| 1973                                              | "I Was Married"             | —  | —  | —  |
| 1974                                              | "Thanks for Saving My Life" | 37 | 9  | —  |
| 1974                                              | "Be Truthful to Me"         | —  | 37 | —  |
| 1975                                              | "Billy's Back Home"         | —  | 52 | —  |
| 1975                                              | "July July July July"       | —  | —  | —  |
| 1976                                              | "How Good Is Your Game"     | —  | 50 | —  |
| 1976                                              | "I Trust You"               | —  | 79 | —  |
| 1976                                              | "Let's Make a Baby"         | 83 | 18 | —  |
| 1976                                              | "People Power"              | —  | 82 | 14 |
| 1976                                              | "Your Song"                 | —  | —  | —  |
| 1977                                              | "Everybody's Breaking Up"   | —  | —  | —  |
| 1977                                              | "Let 'Em In"                | —  | 91 | —  |
| 1977                                              | "One Man's Junk"            | —  | —  | —  |
| 1978                                              | "Only the Strong Survive"   | —  | 68 | —  |
| 1978                                              | "Don't Give Up on Us"       | —  | —  | —  |
| 1979                                              | "Bring the Family Back"     | —  | —  | —  |
| 1979                                              | "False Faces"               | —  | —  | —  |
| 1979                                              | "You're My Sweetness"       | —  | 69 | —  |
| "—" denota que el lanzamiento no ingresó a listas |                             |    |    |    |